# 滝沢の不動滝
滝沢の不動滝（たきざわのふどうたき）は、群馬県前橋市粕川町中之沢滝沢にある滝。不動大滝（ふどうおおたき）とも呼ばれる。2009年（平成21年）3月24日に群馬県指定名勝に指定されている。

## 概要
赤城山南側の中腹、標高約820メートル地点に位置し、高さ32メートル。利根川水系粕川に属し、粕川の源流のカルデラ湖・小沼から「銚子の伽藍」と呼ばれる火口瀬を抜けた地点にあたる。
1889年（明治22年）1月4日に滝を訪れた幸田露伴は、『酔興記』で「四方の石壁には滴水凍りて氷柱をなしたるが水晶の簾の如く懸りあり、其美しさ奇絶妙絶と褒めても足らぬ心地するまでなれば、一行大に快を呼びて嘆賞の声を絶えず」と称えている。
滝への道のりの途中には、滝沢不動尊のほか、国定忠治が赤城山に籠もった際に隠れた場所と伝わる「忠治の岩屋」が存在する。

## 滝沢不動尊
滝沢不動尊は、不動滝下流の洞窟中に建てられた不動堂の本尊の仏像。銅造仏とされるが『群馬県史』によれば鉄造仏となっている。
背面に以下の銘があり、1406年（応永13年）の造像とみられている。佐貫荘は現在の群馬県館林市・邑楽郡・太田市に存在した荘園。
不動尊は元来室沢村（現・粕川町室沢）の修験・一明院が別当職を務めていたが、一明院の退転により江戸時代中期には関村（現・群馬県桐生市新里町関）の龍興寺が別当職を行うようになっていた。室沢村の側は江戸時代後期以降訴訟を起こすようになり、1673年（明治6年）に室沢村が勝訴したことで同村の全徳寺が管理することとなった。
1947年（昭和22年）のカスリーン台風によって、御籠堂の一部が崩壊するなどの被害を受けた。
不動明王像の現在の状態は、右腕、両足などを欠いており、高さ2尺8寸（約85センチメートル）、重量25貫（約94キログラム）。
『粕川村誌』では、右腕は武蔵国大里郡八基村大字下手許（現・埼玉県深谷市下手許）の鹿島神社の社務所に安置されている手許不動明王の胎内に、両足は関村の龍興寺にあるとされているが、いずれも確認できない。
滝沢不動明王像は前橋市指定重要文化財（1968年（昭和43年）9月1日指定）となっている。

## アクセス
前不動尊前駐車場より徒歩2.5キロメートル

## ギャラリー

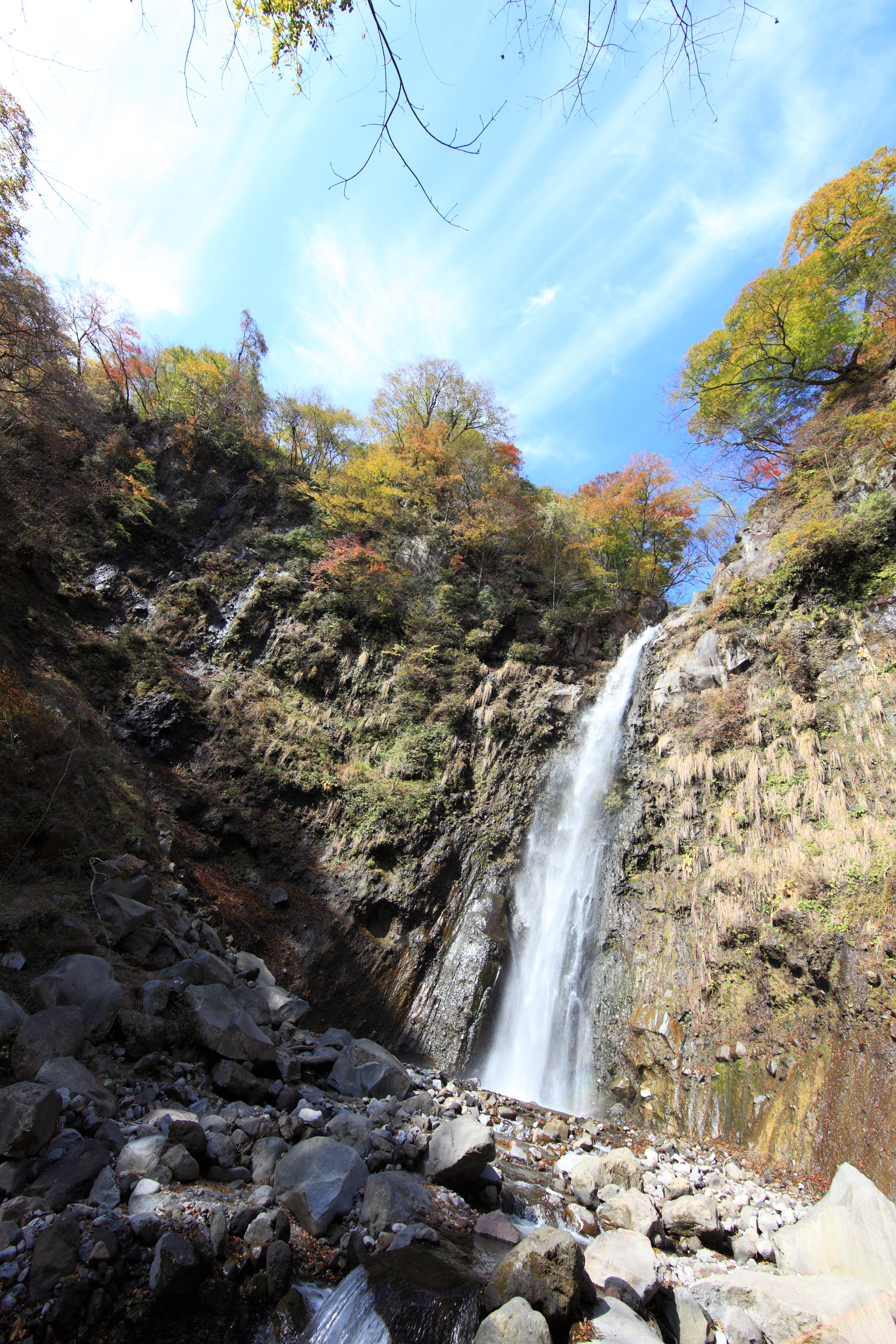
2011年
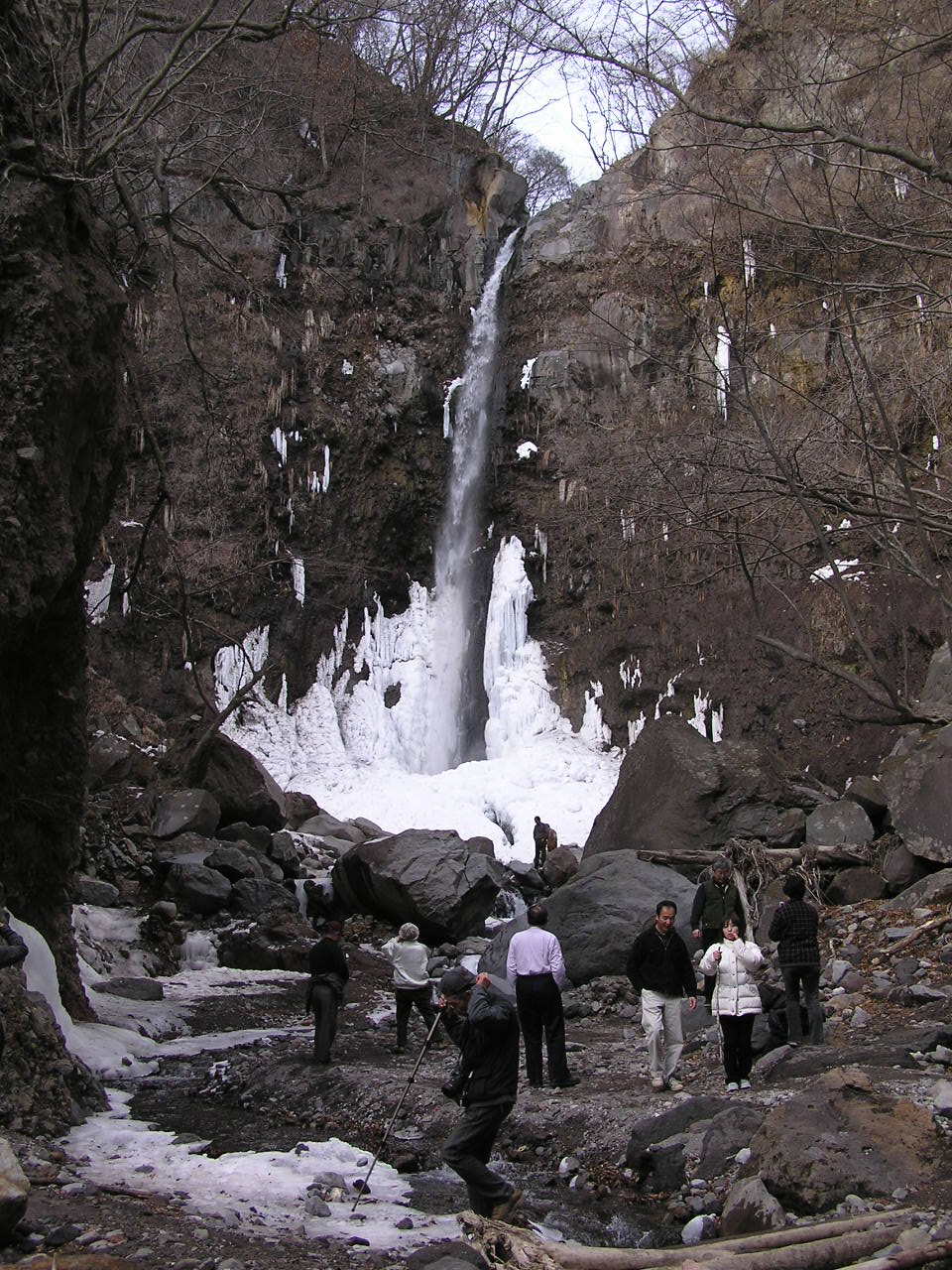
2006年

## 周辺
- 群馬県道16号大胡赤城線
- 赤城温泉郷